# Verhovina (Garcsin)
Verhovina (horvátul: Vrhovina) falu Horvátországban, Bród-Szávamente megyében. Közigazgatásilag Garcsinhoz tartozik.

## Fekvése
Bród központjától légvonalban 12, közúton 15 km-re északkeletre, községközpontjától légvonalban 7, közúton 8 km-re északnyugatra, Szlavónia középső részén, a Dilj-hegység déli lejtőin, az Orišje-patak mellett fekszik.

## Története
Verhovina a középkorban a breznai uradalom részeként a diakovári püspökséghez tartozott. Első ismert birtokosa 1231-ben egy bizonyos Bertalan nevű nemes volt. 1324-ben a Borics nembeli Treutel Miklós szerezte meg. Egy 1422-es oklevél szerint az uradalomhoz 33 falu tartozott, melyek közül a legnagyobb és legtekintélyesebb Verhovina volt, ezért az uradalom róla kapta a nevét. Településeiből Verhovinán kívül mára csak Borojevci, Ratkov Dol, Slobodna Vlast és Korduševci maradt meg.
Verhovina első említése 1408-ban „Verhouyna” alakban történt. 1536-ban a török megszállta a területet. Keresztény lakossága a török uralom idején is megmaradt és nem volt hajlandó az iszlám hitre áttérni. Ezért több összeütközése volt a hatalommal, akik pravoszláv vlach martalócokat telepítettek melléjük. Katolikus plébániáján a velikei ferences kolostor szerzetesei szolgáltak. Jeromin Lučić püspök 1638. május 5-én látogatta meg a plébániát. Ekkor említi az itteni, kőből épített Szent Mihály és Szent György templomokat. Ezen a napon a püspök hat ferences testvér asszisztenciájával 586 hívőt bérmált meg. 1646. november 30-án Marijan Maravić püspök a Szent Mihály templomban 186 hívőt bérmált.
Amikor 1687-ben a török sereg elhagyta Bród vidékét velük együtt távoztak a pravoszláv martalócok is. Helyükre Boszniából érkeztek katolikus menekültek. 1698-ban „Verhovina” néven hajdútelepülésként szerepel a török uralom alól felszabadított szlavóniai települések kamarai összeírásában. Verhovina a török uralom alóli felszabadulás után is katolikus plébánia székhelye maradt. A katonai határőrvidékek megszervezése után a bródi határőrezredhez tartozott. 1730-ban az egyházi vizitáció jegyzőkönyve 22 katolikus és 2 pravoszláv házzal említi. A falutól fél óra járásra Šušnjevac mellett állt a Szent Mihály templom, melyet a régi templom falaira építettek oly módon, hogy a templom fele 70 évvel korábban fából épült. Körülötte temető volt. Mivel a plébános a faluban lakott ide építtetett egy Szent Márknak szentelt fakápolnát, ahol az istentiszteleteket tartották, a régi plébániatemplomot pedig sorsára hagyták. Az 1734-es feljegyzés már csak a Szent Márk kápolnát említi, mely a fából épített plébániaházhoz hasonlóan javításra szorult. 1758-ban Verhovinán 27 katolikus és egy pravoszláv ház állt. 1760-ban a falu már két plébánia között oszlott meg. A Garcsinhoz tartozó részen 8 ház állt 17 családdal és 86 katolikus lakossal. Rajtuk kívül még egy pravoszláv házt is állt itt. A vrhovaci plébániához 28 ház tartozott 34 családdal és 205 katolikus lakossal. Az 1781-es kataszteri térkép szerint Verhovna nagy határral rendelkezett, mely északon a Dilj-hegység legmagasabb gerincéig terjedt. 1833-ban a plébánia székhelyét Verhovináról trnjanira vitték át.
Az első katonai felmérés térképén „Verhovine” néven található. Lipszky János 1808-ban Budán kiadott repertóriumában „Verhovina” néven szerepel. Nagy Lajos 1829-ben kiadott művében „Verhovina” néven 60 házzal, 292 katolikus és 16 ortodox vallású lakossal találjuk. A katonai közigazgatás megszüntetése után 1871-ben Pozsega vármegyéhez csatolták. A 19. század végén és a 20. század elején a Hegyvidékről, Likából, Boszniából és Dalmáciából katolikus horvátok és pravoszláv szerbek vándoroltak be.
A településnek 1857-ben 279, 1910-ben 564 lakosa volt. Pozsega vármegye Bródi járásának része volt. Az 1910-es népszámlálás adatai szerint lakosságának 81%-a horvát, 17%-a szerb anyanyelvű volt. Az első világháború után 1918-ban az új szerb-horvát-szlovén állam, majd később (1929-ben) Jugoszlávia része lett. 1991-től a független Horvátországhoz tartozik. 1991-ben lakosságának 88%-a horvát, 9%-a szerb, 3%-a jugoszláv nemzetiségű volt. 2011-ben a településnek 261 lakosa volt.

## Lakossága
| Lakosság változása | Lakosság változása | Lakosság változása | Lakosság változása | Lakosság változása | Lakosság változása | Lakosság változása | Lakosság változása | Lakosság változása | Lakosság változása | Lakosság változása | Lakosság változása | Lakosság változása | Lakosság változása | Lakosság változása | Lakosság változása |
| ------------------ | ------------------ | ------------------ | ------------------ | ------------------ | ------------------ | ------------------ | ------------------ | ------------------ | ------------------ | ------------------ | ------------------ | ------------------ | ------------------ | ------------------ | ------------------ |
| 1857               | 1869               | 1880               | 1890               | 1900               | 1910               | 1921               | 1931               | 1948               | 1953               | 1961               | 1971               | 1981               | 1991               | 2001               | 2011               |
| 279                | 350                | 323                | 417                | 513                | 564                | 570                | 625                | 503                | 502                | 481                | 386                | 333                | 280                | 302                | 261                |